# Michel de L’Hospital
Michel de L’Hospital, modern formában Michel de L’Hôpital (Chaptuzat, 1505 k. – Boutigny-sur-Essonne, 1573. március 13.) francia jogász, főhivatalnok, II. Ferenc és IX. Károly kancellárja volt. A vallásháborúk időszakában azon katolikusok közé tartozott, akik minden erejükkel a vallási gyűlölködés tompításán és a vérontás megakadályozásán fáradoztak.

## Karrierjének kezdete
Édesapja, III. Charles de Bourbon-Montpensier-nek, a később árulóvá vált francia connétable-nak orvosa Toulouse-ba küldte jogot tanulni, ahonnan 1523-ban elűzött pártfogója nyomában Itáliába ment. Padova egyetemén tanult római jogot, aztán apjához csatlakozva Bolognába települt. Később V. Károly nyomában Rómába ment, ahol egy időre a pápai kúria tisztviselője lett. 1534-ben települt vissza Franciaországba, ahol ügyvédként helyezkedett el. 1537-ben házassága révén a párizsi parlament tanácsadójává vált. Ilyen minőségben delegáltként részt vett az 1540-es Moulins-i, az 1542-es riomi és 1546-os tours-i törvénynapon.
1547-ben II. Henrik az éppen Bolognában ülésező tridenti zsinatra küldte követként. L'Hospital hosszú, kényszerű tétlenséget követően 1548 végén visszahívatta magát. Ezt követően Marguerite berryi hercegnő és savoyai hercegné kancellárja lett. 1553-ban Charles de Guise bíboros javaslatára megtették a beadványokat kezelő hivatal vezetőjének, 1555-ben pedig a párizsi számvevőszék első elnökévé nevezték ki, mely címét 1560-ig viselte.

## Békítő szerepben
Ekkor az egyre elmérgesedő légkörben Medici Katalin anyakirálynő nyomására a fiatal II. Ferenc kancellárrá nevezte ki, hogy fékezze az elharapózó indulatokat. Politikáját végig a korban meglepő tolerancia jellemezte. 1560 augusztusában összehívta az előkelők gyűlését Fontainebleau-ba, ahol megállapodtak a rendi gyűlés összehívásáról. Ez decemberben ülésezett, és eredményeképpen 1561 januárjában megszületett a békés hangvételű orléans-i ediktum. L’Hospital az anyakirálynő támogatásával a poissyi megbeszélést követően elérte, hogy 1562 januárjában megszülessen a híres saint-germaini ediktum, amely az 1598-as nantes-i ediktumig a legtoleránsabb politikát hirdette meg, beszüntetve minden üldözést, és engedélyezve a protestánsok szabad vallásgyakorlatát a konfliktusforrásnak számító városokon kívül. A májusi wassyi mészárlás azonban fellázította a protestánsokat, és kirobbantotta a vallásháborút, így az ediktumnak nem lehetett érvényt szerezni.
L’Hospital, akinek lemondását Ippolito d’Este pápai legátus is sürgette, az 1563-as amboise-i béke megkötéséig vignay-i kastélyába vonult vissza. Visszatérve, az anyakirályné helyzetét megerősítendő, javasolta a befolyásolható IX. Károly idő előtti, Rouen városában kihirdetett nagykorúsítását. 1564-ben az ő hatására tagadta meg a gallikán szabadság eszméje jegyében a tridenti zsinat protestánsok ellen hozott határozatainak kihirdetését. 1564–1566 között elkísérte IX. Károlyt az anyakirálynő által kezdeményezett, békítő célzatú országjárására.

## Visszavonulása
1567-ben ismét kitört a háborúskodás, ami a kancellár befolyásának csökkenéséhez vezetett. Végül a szélsőséges katolikus párt vezetői, a lotaringiai Guise hercegek nyomására 1568-ban felmentették, erőfeszítései összességében kudarcot vallottak. Ettől kezdve visszavonultan élt vignay-i kastélyában, leszámítva 1570-es emlékiratának átnyújtását a királynak, amiben a béke helyreállítását sürgette. 1572-ben, bár a Szent Bertalan éjszakáján kezdődött pusztítássorozat rá nézve is veszedelmes volt, nem esett baja. Az életművét romokban heverni látó, megtört államférfi 1573. március 13-án hunyt el.

## Jogi munkássága
Noha politikai céljai kudarcot vallottak, jogi munkássága kiemelkedő volt, nagy szerepet játszott a francia jog kialakításában. Elsősorban az arbitrációval kapcsolatos 1560-as, illetve a tranzakciókkal kapcsolatos 1561-es fontainebleau-i ediktumok létrejötte köthető a nevéhez. A Clermont-Ferrand-i egyetem jogi és politikatudományi karának nagy amfiteátruma a nevét viseli.